# Hiyamugi
Hiyamugi (冷麦) est un type de nouilles japonaises à base de farine de blé, de sel et d'eau. Ces nouilles sont fabriquées comme les sōmen et sont très similaires à celles-ci, mais moins fines. Initialement, le nom était un synonyme de sōmen, mais cela désigna des pâtes différentes après la guerre d'Ōnin (1477).
Elles peuvent être servies avec du mentsuyu.